# Saduria sabini
Saduria sabini là một loài chân đều trong họ Chaetiliidae. Loài này được Krøyer miêu tả khoa học năm 1849.